# Matt Emmons

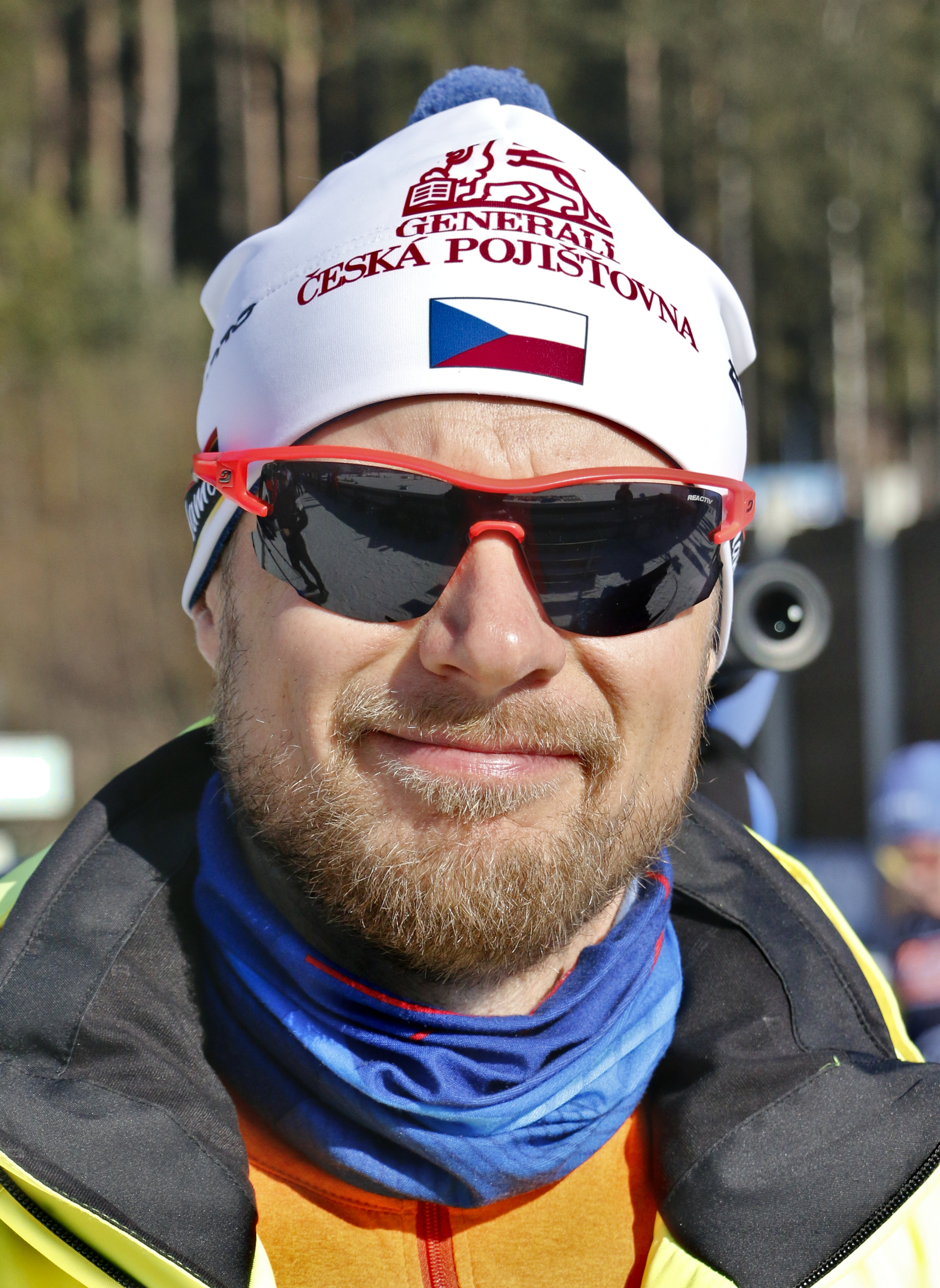
Matthew en la Copa del mundo de biatlón en Nové Město na Moravě 2023

Matthew K. Emmons (n. Mount Holly, Nueva Jersey; 5 de abril de 1981) es un tirador estadounidense y medallista olímpico. Él empezó como un junior exitoso y es uno de los portadores de Récord Mundial en los 50 metros rifle. El joven tirador ganó la Copa Mundial de Tiro de 2002 y de la Copa Mundial de Tiro de 2004.
En los grandes campeonatos, sin embargo sus grandes logros han contribuido a otros eventos como el de la posición de boca abajo. Él ganó el Campeonato Mundial de 2001 y el de los Juegos Olímpicos de Atenas 2004. En Atenas, él estuvo cerca en hacer un doble histórico, pero en el de la competencia de tres posiciones, al ir ganando por 3 puntos en el último disparo, accidentalmente hizo fuego cruzado y quedó en octavo lugar.
La medalla de oro de Emmons en los Juegos Olímpicos de Atenas 2004 en la posición de boca abajo fue al usar un fusil prestado. En abril de 2004, justo antes de las pruebas olímpicas, Emmons descubrió que su rifle había sido saboteado en los casilleros del Centro de Entrenamiento Olímpico de Estados Unidos. El cañón y el accionador habían sido severamente dañados por algo que parecía ser un destornillador.
"Desempaqué mi arma y noté que algo andaba mal. Estoy seguro que, alguien tuvo que hacerle algo. Traté de disparar pero no pude y dije, 'algo no está bien aquí'." Emmons dijo Después Emmons dijo que no podía ser un accidente y Emmon volvió a decir  "Oh no, no," "Alguien tomó un destornillador y entró aquí." Emmons fue a los Juegos Olímpicos de 2004, y ganó su medalla ade oro en la posición de boca abajo, usando el rifle de su compañero de la Universidad de Alaska Faribanks, Amber Darland. Emmons nunca supo quien fue el saboteador sin embargo dijo, "Me gustaría saber quien fue y saludarlo con un apretón de manos."
En los Juegos Olímpicos de 2008, Emmons ganó una medalla de plata en la posición de boca abajo. En su segundo evento en la de rifle de 3 posiciones 50 m, Emmons pudo entrar a la ronda de calificación y quedó en segundo lugar, 1 punto detrás del líder. En la final de tres tiros, Emmons superó al líder después de tan sólo el primer disparo. Después de los ocho disparos, Emmons ganó un total de 3.3 puntos. Luego en un sorprendente giro de acontecimientos, sus 3.3 puntos se desvanecieron cuando hizo un disparo final y obtuvo un puntaje de 4.4 y quedó en cuarto lugar. Emmons llamó al último disparo como "locura de la naturaleza." "La manera en que yo entré en el objetivo era mientras empezaba por encima del blanco y me baje un poco y llegué desde las 12 de la mañana y miré sobre el rifle". "y cuando más me abajaba es cuando empezó tomar el gatillo (con mis dedos) y cuando estaba a punto de disparar el gatillo, se disparó sola. Creo que cometí un error. Tome el gatillo un poco fuerte. Pero tal vez era porque estaba temblando un poco y dispare el gatillo y dije ah? eso me causará problemas" él afirmó.
"No era para mi," dijo Katerina Emmons, riéndose. "Él es definitivamente el mejor tirador. Si puede quedar con una puntuación de a 4.4 en el último tiro, esa es la capa de un tirador." "He smoked everybody else [until the last shot]," Katerina Emmons said.
"Las cosas pasan por alguna razón,". "Yo lo dije por última vez, y es la verdad. Tal vez la última vez la razón fue Katy. Esta vez aún no lo sé, pero estoy seguro que algo bueno vendrá." dijo Emmons

## Vida personal
Emmons posee una licenciatura en administración y finanzas de la Universidad de Alaska Fairbanks y es un graduado de la Universidad de Colorado en Colorado Springs, Colorado Springs.
Emmons se casó con la deportista checa de tiro y campeona olímpica Katerina Kurková. en Pilsen, República Checa el 30 de junio de 2007. Ellos se conocieron en los Juegos Olímpicos de 2004 en Atenas cuando Katerina llegó a consolar a Matt después de su metedura de pata en la medalla de oro. Ambos viven y entrenan en el Centro de Entrenamiento Olímpico en Colorado Springs, CO.
| Portador de récord actual en rifle 3 posiciones de 50 metros | Portador de récord actual en rifle 3 posiciones de 50 metros | Portador de récord actual en rifle 3 posiciones de 50 metros | Portador de récord actual en rifle 3 posiciones de 50 metros | Portador de récord actual en rifle 3 posiciones de 50 metros | Portador de récord actual en rifle 3 posiciones de 50 metros | Portador de récord actual en rifle 3 posiciones de 50 metros | Portador de récord actual en rifle 3 posiciones de 50 metros | Portador de récord actual en rifle 3 posiciones de 50 metros |
| ------------------------------------------------------------ | ------------------------------------------------------------ | ------------------------------------------------------------ | --- | --- | --- | ------------------------------------------------------------ | ------------------------------------------------------------ | ------------------------------------------------------------ |
| Masculino junior                                             | Individual                                                   | 1173                                                         | Corea del Sur Bae Sung Duk (KOR) Estados Unidos Matthew Emmons (USA) | 6 de abril de 1990 3 de junio de 2001 | Los Ángeles (USA) Milán (ITA) |                                                              |                                                              |                                                              |
| Portador actual del récord en los 50 metros en rifle         |                                                              |                                                              | | | |                                                              |                                                              |                                                              |
| Masculino                                                    | Calificación                                                 | 600                                                          | Estados Unidos Viatcheslav Botchkarev\|URS}} Yugoslavia Stevan Pletikosic (YUG) Francia Jean-Pierre Amat\|FRA\|urlarchivo=http://web.archive.org/web/http://ap.google.com/article/ALeqM5g5b__NIChhfAhkRCqoWeff58zqrwD92K1TI81%7Cfechaarchivo=30 de noviembre de 2015}} Alemania Christian Klees\|GER}} Bielorrusia Sergei Martynov (BLR) Estados Unidos Thomas Tamas (USA) Bielorrusia Sergei Martynov (BLR) Bielorrusia Sergei Martynov (BLR) Bielorrusia Petr Litvinchuk (BLR) Austria Wolfram Waibel Jr. (AUT) Austria Wolfram Waibel Jr. (AUT) Alemania Christian Lusch (GER) Estados Unidos Eric Uptagrafft (USA) Francia Valérian Sauveplane (FRA) Bielorrusia Sergei Martynov (BLR) Bielorrusia Sergei Martynov (BLR) Estados Unidos Matthew Emmons (USA) Israel Guy Starik (ISR) | 13 de julio de 1989 29 de agosto de 1991 27 de abril de 1994 25 de julio de 1996 23 de mayo de 1997 29 de julio de 1998 4 de septiembre de 1998 8 de junio de 2000 11 de junio de 2003 18 de julio de 2003 3 de marzo de 2004 27 de octubre de 2004 11 de mayo de 2005 26 de agosto de 2005 29 de marzo de 2006 9 de mayo de 2007 18 de mayo de 2008 | Zagreb (YUG) Múnich (GER) La Habana (CUB) Atlanta (USA) Múnich (GER) Barcelona (ESP) Buenos Aires (ARG) Múnich (GER) Múnich (GER) Pilsen (CZE) Sídney (AUS) Bangkok (THA) Fort Benning (USA) Fort Benning (USA) Múnich (GER) Cantón (CHN) Bangkok (THA) Múnich (GER) |                                                              |                                                              |                                                              |